# Crewe and Nantwich
Crewe and Nantwich – były dystrykt w hrabstwie Cheshire w Anglii. W 2001 roku dystrykt liczył 111 007 mieszkańców.

## Civil parishes
- Acton, Alpraham, Aston Juxta Mondrum, Audlem, Austerson, Baddiley, Baddington, Barthomley, Basford, Batherton, Bickerton, Blakenhall, Bridgemere, Brindley, Broomhall, Buerton, Bulkeley, Bunbury, Burland, Calveley, Checkley cum Wrinehill, Cholmondeley, Cholmondeston, Chorley, Chorlton, Church Minshull, Coole Pilate, Crewe Green, Dodcott cum Wilkesley, Doddington, Edleston, Egerton, Faddiley, Hankelow, Haslington, Hatherton, Haughton, Henhull, Hough, Hunsterson, Hurleston, Lea, Leighton, Marbury cum Quoisley, Minshull Vernon, Nantwich, Newhall, Norbury, Peckforton, Poole, Ridley, Rope, Shavington cum Gresty, Sound, Spurstow, Stapeley, Stoke, Walgherton, Wardle, Warmingham, Weston, Wettenhall, Willaston, Wirswall, Wistaston, Woolstanwood, Worleston, Wrenbury cum Frith i Wybunbury[2].